# رايموند ليجراند
رايموند ليجراند (بالفرنسية: Raymond Legrand)‏ هو ملحن فرنسي، ولد في 23 مايو 1908 في الدائرة الحادية عشرة في باريس في فرنسا، وتوفي في 25 نوفمبر 1974 في باريس في فرنسا.

## وصلات خارجية
- رايموند ليجراند على موقع IMDb (الإنجليزية)
- رايموند ليجراند على موقع ألو سيني (الفرنسية)
- رايموند ليجراند على موقع ميوزك برينز (الإنجليزية)
- رايموند ليجراند على موقع أول موفي (الإنجليزية)
- رايموند ليجراند على موقع قاعدة بيانات الأفلام السويدية (السويدية)
- رايموند ليجراند على موقع ديسكوغز (الإنجليزية)
- رايموند ليجراند على موقع قاعدة بيانات الفيلم (الإنجليزية)
- رايموند ليجراند على موقع كينوبويسك (الروسية)